# Berviller-en-Moselle
Berviller-en-Moselle (deutsch Berweiler) ist eine französische Gemeinde mit 462 Einwohnern (Stand 1. Januar 2022) im Département Moselle in der Region Grand Est (bis 2015 Lothringen). Sie gehört zum Arrondissement Forbach-Boulay-Moselle und zum Kanton Bouzonville.

## Geographie
Der Ort liegt in Lothringen, unmittelbar an der Grenze zum Saarland, 42 Kilometer ostnordöstlich von Metz, 17 Kilometer nordöstlich von Boulay-Moselle (Bolchen) und neun Kilometer südöstlich von Bouzonville  (Busendorf), am Weißbach, auf den Höhen des Saargaus. Deutscher Nachbarort ist Berus.

## Geschichte
Die Ortschaft gehörte früher zum Herzogtum Lothringen.
Durch den Frankfurter Frieden vom 10. Mai 1871 kam die Region an das deutsche Reichsland Elsaß-Lothringen, und das Dorf wurde dem Kreis Bolchen im Bezirk Lothringen zugeordnet. Die Dorfbewohner betrieben Getreide- und Obstbau (Kirschen) sowie Viehzucht; auf der Gemarkung waren ein Sandsteinbruch und ein Eisenbergwerk.
Nach dem Ersten Weltkrieg musste die Region aufgrund der Bestimmungen des Versailler Vertrags 1919 an Frankreich abgetreten werden. Im Zweiten Weltkrieg war die Region von der deutschen Wehrmacht besetzt.

### Bevölkerungsentwicklung
| Jahr      | 1962 | 1968 | 1975 | 1982 | 1990 | 1999 | 2007 | 2019 |
| Einwohner | 361  | 370  | 387  | 454  | 479  | 447  | 481  | 463  |

## Sehenswertes
- Am Ortsrand befindet sich eine Lourdesgrotte. Jedes Jahr an Mariä Himmelfahrt findet nach Sonnenuntergang eine Lichterprozession von der Kirche zur Grotte statt, mit Teilnehmern aus allen umliegenden Orten – auch aus dem benachbarten Saarland.
- 2005 wurde der grenzübergreifende Rundwanderweg Alter Grenzweg (französisch Chemin de la frontière) eingerichtet, der Berviller mit Berus und der Orannakapelle verbindet.
- Ehemalige Ölmühle mit St. Blasius-Kapelle
- Marktplatz mit Brunnen des ehemaligen Waschhauses

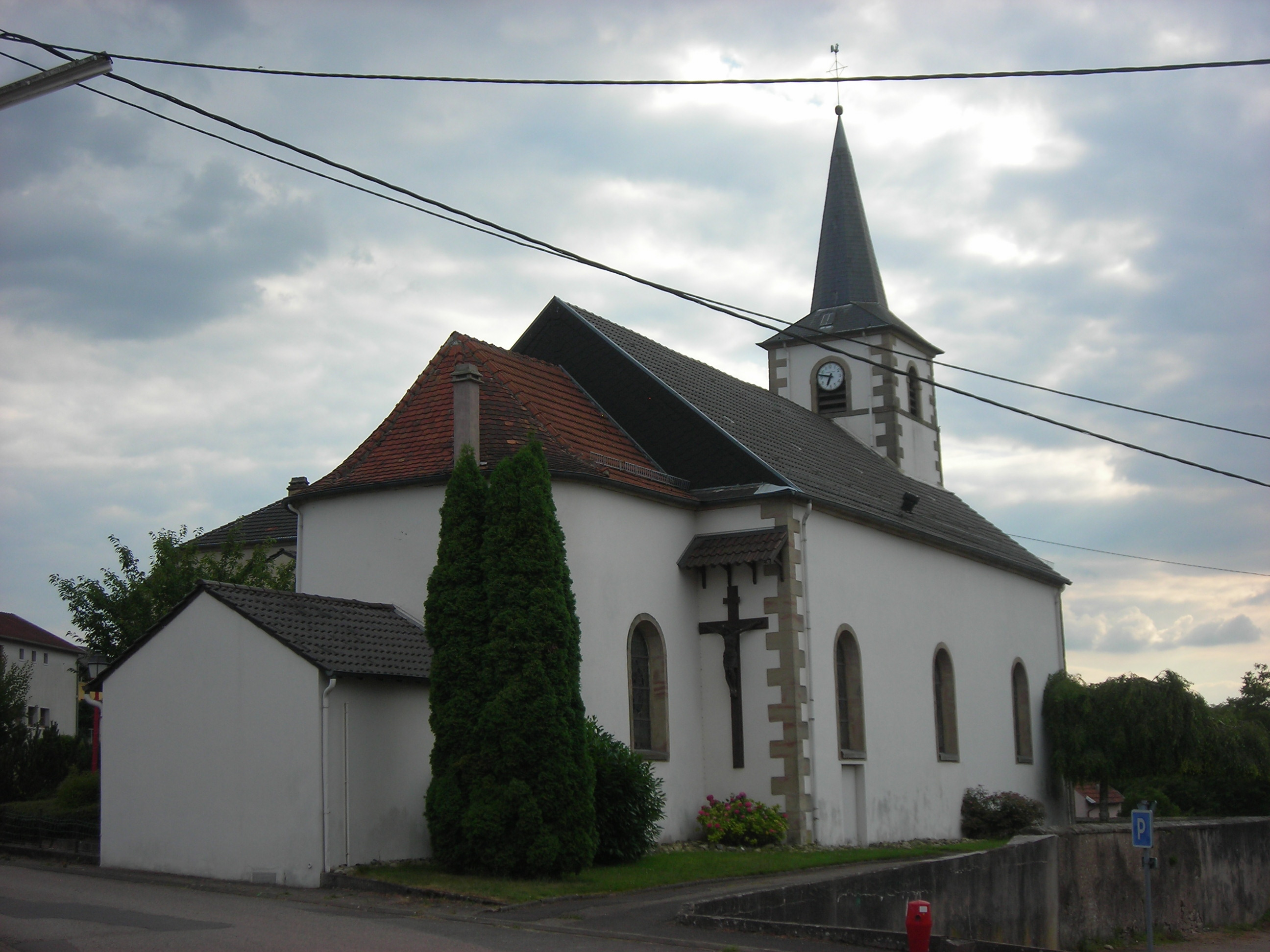
Kirche St. Fiakrius
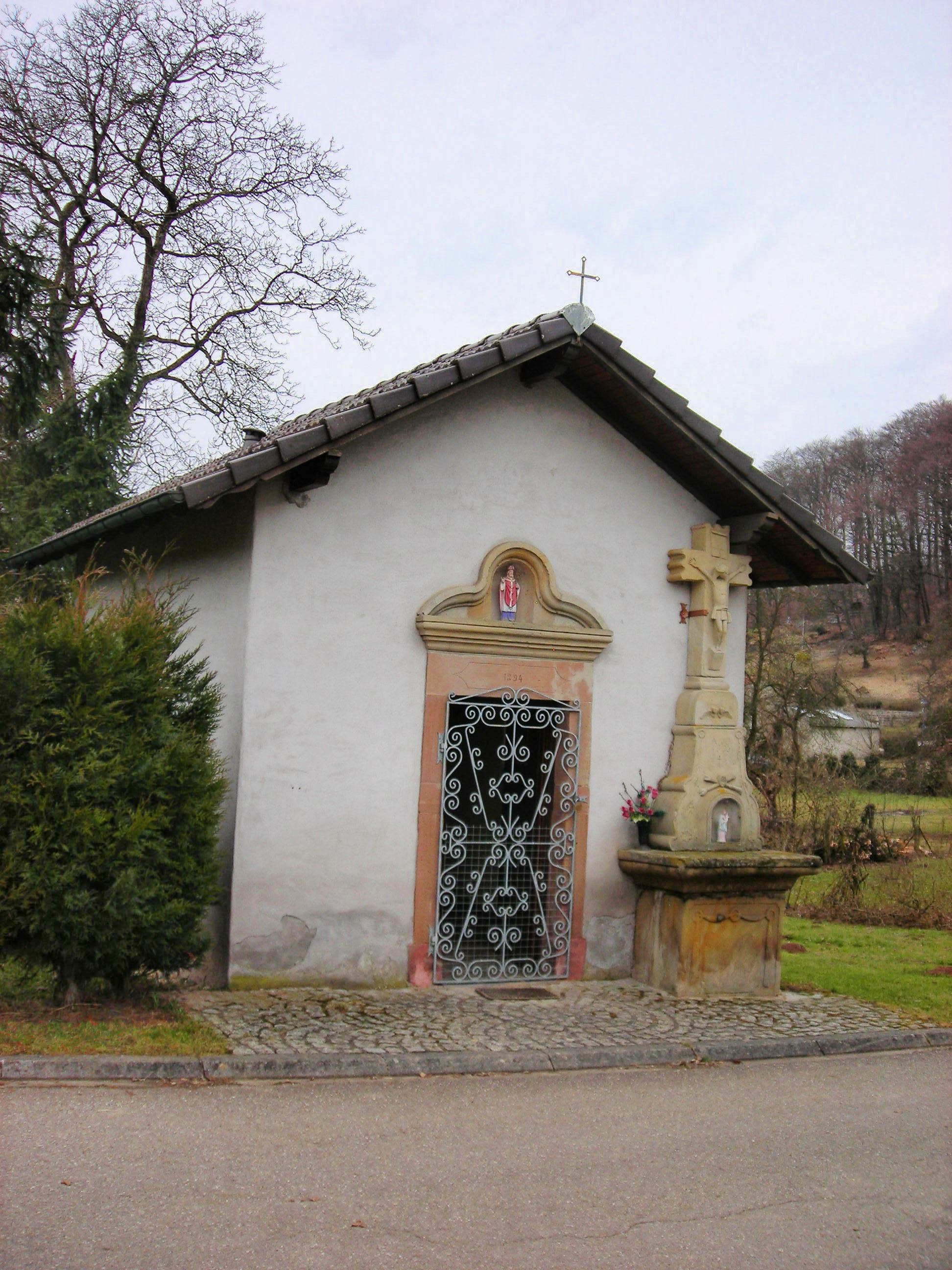
Kapelle St. Blasius
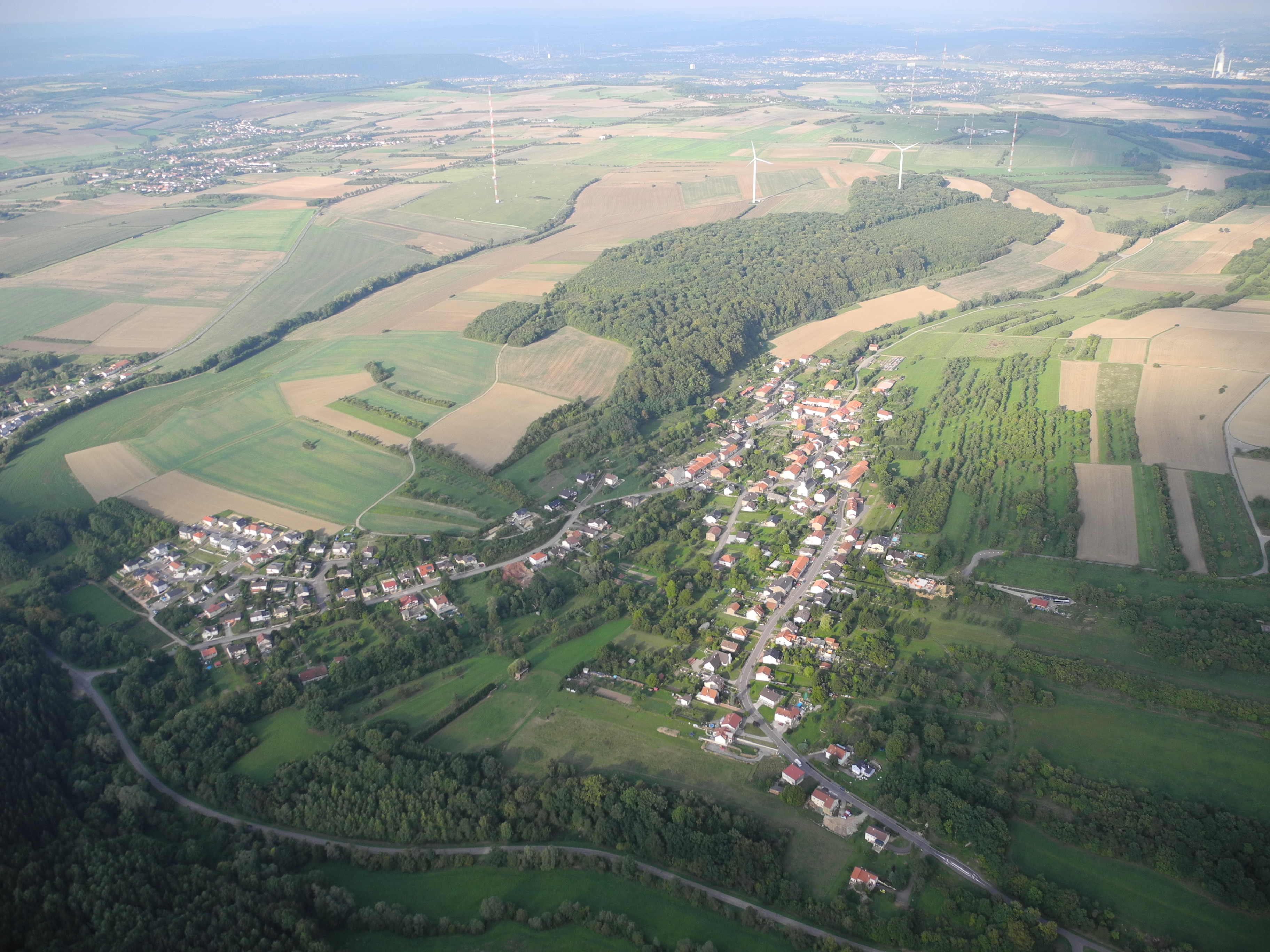
Berviller aus der Luft